# Fields Institute

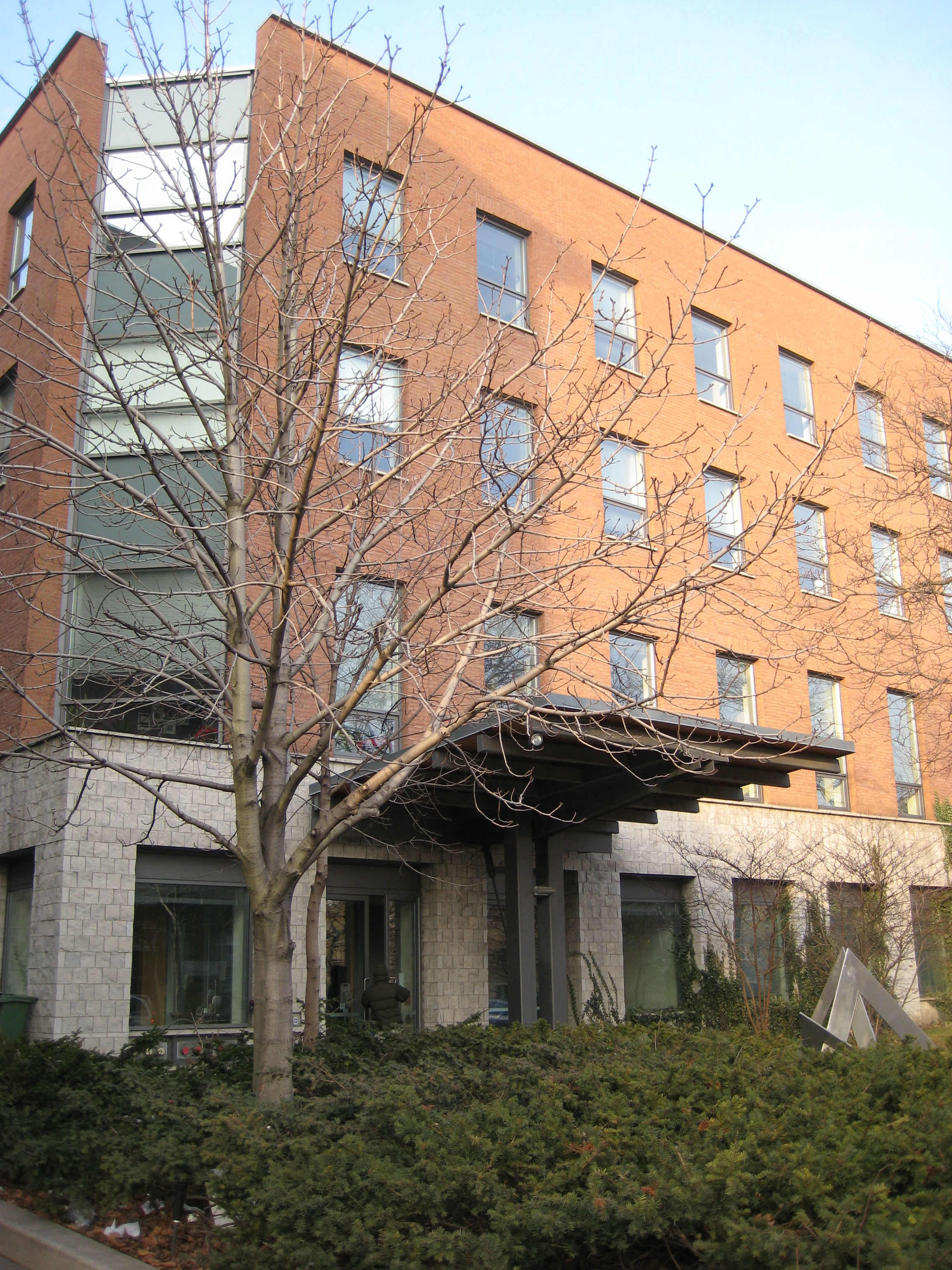
Das Fields Institute Gebäude (Toronto 2009)

Das Fields Institute ist ein internationales Forschungszentrum an der University of Toronto im Bereich der Mathematik. 
Das Institut wurde nach dem kanadischen Mathematiker John Charles Fields, dem Stifter der Fields-Medaille, benannt. Das Institut wurde 1992 gegründet und befand sich anfangs an der University of Waterloo, bevor es 1995 nach Toronto umgesiedelt wurde. 
Im Institut treffen sich in regelmäßigen Abständen die Mathematiker aus verschiedenen Ländern. Das Institut unterstützt den Austausch zwischen Mathematikern und Forschern anderer Fachbereiche wie Statistik, Informatik, Ingenieurwissenschaften, Physik, Biologie, Medizin, Ökonomie und Wirtschaftswissenschaften sowie Telekommunikationstechnologie. 
Es werden monatliche Vorträge von Professoren der jeweiligen Fachbereiche abgehalten. Hinzu kommen Vorträge andere Forscher aus privaten Forschungsinstituten. 
Das Institut verfügt über ein eigenes Gebäude an der Universität von Toronto. Es verfügt über einen Stab von bis zu 66 Forschern und ermöglicht direkten Zugang zu der mathematischen Bibliothek der Universität. 
Als Fields Institute Monographs (FIM) werden Forschungstätigkeiten publiziert. Die Forschungsergebnisse werden von der American Mathematical Society veröffentlicht.
Mit dem Pacific Institute for the Mathematical Sciences in Vancouver und dem CRM in Montreal verleihen sie den CRM-Fields-PIMS-Preis.